# Nordic Paper Säffle
Nordic Paper Säffle, ursprungligen Billeruds bruk, är ett pappersbruk i Säffle inom Nordic Paper-koncernen. Bruket anlades 1882 som en sulfitfabrik (senare kompletterad med pappersbruk) och var den fabrik som lade grunden till Billerudkoncernen. Massabruket var en av Sveriges och världens äldsta sulfitfabriker, och den äldsta i drift under 2021. Vid bruket tillverkas därefter olika pappersprodukter från inköpt pappersmassa.

## Historisk utveckling
Ekonomen Gustav Theodor Lindstedt (född 1838 eller 1839) och ingenjören Victor Folin, som båda var anställda på Munkedals bruk, grundade Billeruds sulfitfabrik 1882. Produktion i fabriken på egendomen Billerud  i Säffle kom igång i mars 1884 med en kapacitet på 500 ton/år. Knut Agathon Wallenberg på Stockholms Enskilda Bank, P. Malmberg, handlaren E. Peterson och handlaren F.H. Smith var med och finansierade uppbyggnaden. Fabriksanläggningen bestod av fem byggnader: barkeri, såghus, pumphus, pannhus samt själva sulfitfabriken, som inrymde syraberedning, kokeri, sileri och packsal. I sulfitfabrikens maskinella utrustning ingick en vertikal kokare på 95 kubikmeter efter tysk modell, som tillverkats av Karlstads Mekaniska Verkstad. 
Victor Folins patent överläts 1884 på Billeruds AB.
År 1899 brann fabriksbyggnaderna ned till grunden, men året därpå körde fabriken igång igen. 
År 1919 beslöt Billeruds styrelse att också bygga ett pappersbruk i anslutning till massafabriken. Vid bruket tillverkades dessutom sulfitsprit, vilket var vanligt vid sulfitfabriker som en metod för att minska utsläppen och delvis återvinna de kolhydrathaltiga avlutarna. 
Vid pappersbruket tillverkas olika fettäta papperskvaliteter (smörpapper).
Under våren 2021 meddelades att massaproduktionen vid bruket ska avvecklas för att övergå till att i stället köpa in massa och utöka pappersproduktionen. I december 2021 upphörde pappersmassaproduktionen i sulfitmassafabriken.

## Produktionskapacitet
(Produktionen av sulfitpappersmassa var 30.000 ton/år fram till och med 2021.) 
Vid bruket finns fortsatt två pappersmaskiner, PM2 med en kapacitet på 17.000 ton/år och PM3 med en kapacitet på 13.000 ton/år, bägge med smörpapper som produktsortiment. PM2 har en banbredd på 4,2 meter och PM3 har bredden 3,25 meter.

## Ägarförhållanden
År 1990 såldes Billeruds bruk till det norska företaget M. Peterson & Søn. Till följd av förändringar inom Petersongruppen kom bruket från 2006 att ingå i Nordic Paper-gruppen. 2014 övertogs Nordic Paper av Special Situations Venture Partners III. 2017 förvärvades gruppen av det kinesiska företaget Shanying International. 
År 2020 introducerades Nordic Paper på Stockholmsbörsen.